# Конзорцио Марио Негри Суд (Кјети)
Конзорцио Марио Негри Суд (итал. Consorzio Mario Negri Sud) је насеље у Италији у округу Кјети, региону Абруцо.
Према процени из 2011. у насељу је живело 28 становника. Насеље се налази на надморској висини од 229 м.